# ロメオ・ラヴィア
ロメオ・ラヴィア（英語: Roméo Lavia、2004年1月6日 - ）は、ベルギー・ブリュッセル出身のサッカー選手。チェルシーFC所属。ベルギー代表。ポジションはMF。

## クラブ歴
ブリュッセル生まれ。2012年、8歳の時にRSCアンデルレヒトの下部組織に加入。KDBカップというU-15の大会があり、その共催であり名前の由来にもなっているケヴィン・デ・ブライネの招待によってデ・ブライネがクラブで指導を受けているジョゼップ・グアルディオラがこの大会を視察、興味を抱かれるに至った。
2020年夏に16歳でマンチェスター・シティ EDSに完全移籍しプロ契約を締結。U-18チームに合流し、すぐに頭角を現すと11月にはU-23チームに昇格。2021年4月にはプレミアリーグ2の年間最優秀選手賞に選出された。これを見たマンチェスター・シティFCとジョゼップ・グアルディオラ監督はフェルナンジーニョが高齢である事もあり、彼を2021-22シーズンからトップチームに昇格させる案を出した。
2021年9月21日のEFLカップ・ウィコム・ワンダラーズFC戦でスターティングメンバーに名を連ね、ルーク・ムベテ＝タブ、フィンリー・バーンズ、ジョシュ・ウィルソン＝エスブランド、CJ・イーガン＝ライリーとともにトップチーム初出場を記録した。
2022年7月7日、サウサンプトンFCと5年契約を結んだ。2022年8月6日に行われたトッテナムとの開幕戦でプレミアリーグを果たした。2022-23シーズンは18歳ながら、主力として活躍し、公式戦32試合に出場し、1ゴール、1アシストを記録した。しかし、チームはチャンピオンシップ(2部)へ降格したため、国内のクラブから多くの関心が寄せられた。
2023年8月18日、チェルシーFCに移籍した。7年契約で、移籍金は5800万ポンドとみられている。
加入直後からコンディション不良や負傷を理由に欠場が続き、初めてのスカッド入りは12月24日まで待つことになった。この試合ではベンチ入りするも出場せず、初出場は12月28日のクリスタル・パレス戦となった。58分に途中出場し試合終了までプレー。しかし、この試合で大腿部を負傷し再び離脱。そのまま復帰できず、3月28日にシーズン中の復帰が絶望的であることが発表された。加入初年度はわずか1試合、32分の出場のみに終わった。

## 代表歴
ベルギー生まれであるが、ガーナに出自を持つため両国での代表資格がある。2019年にベルギーU-15代表としてアンダー代表デビューして以来、ベルギー代表を選択、主将も務めている。
2023年3月28日、ドイツ代表との親善試合でA代表初出場。

## プレースタイル
ポジションは守備的ミッドフィールダー。手本にしている選手はセルヒオ・ブスケツ、あるいはマンチェスター・シティでのチームメイトであるフェルナンジーニョである。ボール奪取と頭を使った粘り強く速いハイプレス、低い位置からの裏を取るパスが強みである。